# Idealista (azienda)
Idealista (stilizzata come idealista, in lettere minuscole, dal 2015; e precedentemente idealista.com) è un'azienda spagnola fondata il 4 ottobre 2000 che offre servizi di portale immobiliare via internet in Spagna, Andorra, Italia e Portogallo.
Nel luglio 2015, la società è stata venduta al fondo Apax Partners, che possedeva quasi il 100% delle azioni dopo averle acquistate da Kutxabank, Tiger Capital, Bonsai Venture Capital e dai soci fondatori.
L'11 settembre 2020, la società è stata venduta al fondo svedese EQT IX per 1,3 miliardi di euro.
Il team di gestione di Idealista è guidato dai tre co-fondatori: Jesús Encinar (co-fondatore e amministratore delegato), César Oteiza (co-fondatore e direttore operativo) e Fernando Encinar (co-fondatore e direttore delle comunicazioni e del marketing). Nel 2015, Idealista ha aperto il suo primo ufficio a Lisbona, in Avenida da Liberdade. Attualmente è il sito web leader in Portogallo per l'acquisto, la vendita e l'affitto di immobili, ha 16 uffici in tutto il paese e circa il 20% delle case sulla piattaforma sono state vendute in meno di sette giorni.

## Aree di servizio
L'azienda Idealista ottiene entrate attraverso quattro aree di business:
- Pubblicazione del catalogo di prodotti dei professionisti del settore immobiliare (65%).

- Pubblicità (20%).

- Vendita di servizi specifici per gli inserzionisti (tour virtuali) (10%).

- Sviluppo tecnologico (5%).

L'azienda si è espansa geograficamente, iniziando a offrire i propri servizi nelle grandi città spagnole (Madrid nell'ottobre 2000 e Barcellona nel febbraio 2001), per poi estendersi a tutta la Spagna nel 2004. Attualmente l'azienda offre i suoi servizi anche in Andorra, Italia e Portogallo.
Nel 2008, ha acquisito il 45% di Rentalia per sviluppare la propria attività nel settore degli affitti turistici.
Nel dicembre 2024, Idealista ha annunciato l'acquisizione di Kyero, un portale di settore incentrato su acquirenti internazionali alla ricerca di immobili in Portogallo, Spagna, Francia e Italia.

## Sanzioni
Nel 2021, la Comisión Nacional de los Mercados y la Competencia (CNMC) ha sanzionato diverse reti di agenzie immobiliari per pratiche anticoncorrenziali e alcune società per gestione di software di customer relationship management (CRM) immobiliari come facilitatori delle presunte pratiche anticoncorrenziali. Idealista rientra nel caso per la gestione di un software CRM immobiliare. Secondo la dichiarazione del CNMC, le agenzie immobiliari hanno utilizzato il sistema di multiple listing service (MLS) per fissare i prezzi dei loro servizi di intermediazione immobiliare e per scambiarsi informazioni. Della multa totale di 1,25 milioni di euro, la multa più alta, pari a 730.000 euro, è stata inflitta a Idealista in quanto società con il fatturato più elevato. Tuttavia, questo importo rappresenta meno dell'1% del fatturato dell'azienda.